# Koundibokin
Koundibokin, également orthographié Kondibokin, est une localité située dans le département de Namissiguima de la province du Sanmatenga dans la région Centre-Nord au Burkina Faso. 

## Éducation et santé
Le centre de soins le plus proche de Koundibokin est le centre de santé et de promotion sociale (CSPS) de Namissiguima tandis que le centre médical avec antenne chirurgicale (CMA) de la province se trouve à Barsalogho et que le centre hospitalier régional (CHR) est à Kaya. 
Koundibokin possède une école primaire publique.